# Prix Lénine
Le prix Lénine (en russe : Ленинская премия) était l'une des plus hautes distinctions accordées du temps de l'Union soviétique. 

## Historique
Le prix Lénine a été créé le 23 juin 1925 par décision du Comité central du Parti communiste de l'Union soviétique et du Conseil des Commissaires du peuple. 
À l’origine, il n’était attribué que pour des travaux scientifiques et ne fut décerné que jusqu'en 1934. Aucun prix Lénine ne fut décerné entre 1935 et 1956, soit au cœur des Purges staliniennes, où ce sont des prix Staline de trois degrés qu'on remettait, puis il fut de nouveau rétabli le 15 août 1956 et accordé jusqu'à la dislocation de l'Union soviétique. 
Le 15 août 1956, le Comité central du Parti communiste de l'Union soviétique et le Conseil des ministres d'URSS décidèrent de restaurer les prix Lénine et de les attribuer chaque année le 22 avril (anniversaire de Lénine) dans le domaine de la science, de la littérature, des arts, de l'architecture et de la technologie. On institua aussi des prix Lénine pour les œuvres littéraires artistiques éminentes et les arts. En mars 1960, on créa des prix Lénine dans le domaine du journalisme.
À partir de 1957, les prix Lénine étaient attribués chaque année, puis, à partir de 1967, une fois tous les deux ans, par années paires. Très souvent étaient remis ce qu’on appelait des prix Lénine « secrets » ou « confidentiels » (qui concernaient essentiellement des travaux relatifs à la défense nationale ; les motifs de leur attribution n'étaient pas publiés). Dans ces cas la règle « une fois tous les deux ans » pouvait être transgressée.
Le prix Lénine est différent du prix Lénine pour la paix, qui était quant à lui plutôt accordé à des citoyens étrangers à l'Union soviétique pour leur contribution pour la « cause de la paix » — dans l'acception qu'en avait l'URSS.
Il ne doit pas non plus être confondu avec le prix d'État de l'URSS ou avec le prix Staline. Quelques personnes se sont vu accorder à la fois le prix Lénine et le prix d'État de l'URSS.

## Quelques lauréats du prix Lénine
- Récipiendaires du prix Lénine
- Lev Tschugaeff, chimiste russe, en 1927 (à titre posthume)
- Nicolas Marr, linguiste, en 1928[1]
- Georgi Selianinov, climatologue russe, en 1954
- Andreï Sakharov, physicien russe, en 1956
- Serguei Prokofiev, compositeur russe, en 1957 (à titre posthume)
- Dmitri Chostakovitch, compositeur russe, en 1958
- Ri Sung-gi, chimiste nord-coréen inventeur du vinalon, en 1962
- Pavel Korine, peintre russe, en 1963
- Andreï Kolmogorov, mathématicien russe, en 1965
- Alexandre Sergueïevitch Davydov, physicien ukrainien, en 1966
- Evgeny Svetlanov, chef d'orchestre russe, en 1972
- Iouri Ozerov, réalisateur, en 1972
- Iouri Bondarev, écrivain, en 1972
- Igor Slabnevitch, opérateur, en 1972
- Aleksandr Miagkov, directeur artistique, 1972
- Charaf Rachidov, premier secrétaire du Parti communiste de la RSS d'Ouzbékistan, en 1980
- Valeri Legassov, physicien réputé pour avoir sauvé Tchernobyl en 1986